# Michael Rensing
Michael Rensing est un footballeur allemand né le 14 mai 1984 à Lingen (Allemagne). Il évolue au poste de gardien de but.
En fin de contrat avec le Bayern Munich, Rensing a succédé au légendaire portier bavarois Oliver Kahn qui a pris sa retraite le 17 mai 2008. Il possède aussi la nationalité serbe de par sa mère.

## Carrière

### En club
Michael Rensing rejoignit le Bayern Munich en 2000 en provenance du club de sa ville natale, le TuS Lingen, afin de confirmer son talent dans les équipes de jeunes du club. 
Après avoir passé la saison 2002-2003 en troisième division allemande avec l'équipe réserve du Bayern Munich, il fit sa première apparition en Bundesliga le 21 février 2004. Rensing joua le match entier et le Bayern s'imposa 1-0 contre le Hambourg SV. Il garda également sa cage inviolée lors de son second match contre Schalke 04.
Durant la saison 2004-2005, Rensing prouva qu'il était parfaitement capable de remplacer Oliver Kahn en signant de superbes performances lors de deux matches de Bundesliga qu'il joua en entier, participant aux victoires du Bayern contre le FC Kaiserslautern (4-0) et le 1.FSV Mayence 05 (4-2).
Il participa à six matchs de Bundesliga lors de la saison 2005-2006. Il réussit sa meilleure performance lors d'un match contre l'Arminia Bielefeld, où il n'encaissa aucun but. Rensing obtint également sa première participation à un match de Ligue des champions le 21 février 2006 contre le Milan AC, où il remplaça Oliver Kahn, blessé. (Anecdote : Dida, le gardien du Milan AC, fut également blessé durant le match, donc les deux équipes terminèrent le match avec leur gardien remplaçant). Le futur successeur d'Oliver Kahn fut battu sur un penalty tiré par Andriy Shevchenko, et le score final du match fut 1-1. 
Rensing remplace Oliver Kahn lors d'un match  de Ligue des champions le 3 avril 2007 (quart de finale aller contre le Milan AC), Kahn ayant été suspendu par l'UEFA. Lors de ce match, il réussit des parades dignes de celui qu'il remplace et n'encaisse que deux buts, dont un sur un penalty.
En 2007-2008 Rensing joue la plupart des matchs de coupe de l'UEFA ;
il réalise à chaque fois de bonnes prestations excepté le huitième de finale retour face au RSC Anderlecht où son équipe s'incline 1-2 mais se qualifie (0-5 en faveur des siens à l'aller).
Il déclare quelque temps avant le match du Bayern contre l'Étoile rouge de Belgrade : « ma mère Zivana est née en Serbie, je suis content de venir à Belgrade. Depuis que je suis tout petit je suis les résultats de l'Etoile Rouge. »
Pour les dirigeants munichois, Michael Rensing est considéré comme le successeur désigné d'Oliver Kahn qui prend sa retraite pour la saison 2008-2009. Pour épauler Rensing, ils font appel à l'ancien portier du Bayer Leverkusen, Hans-Jörg Butt qui tiendra le rôle de remplaçant dans les cages. Néanmoins, au fil de la saison 2008-2009, la hiérarchie des gardiens change. Peu rassurant dans les cages, Rensing est écarté au profit de Butt qui s'est imposé depuis comme titulaire.
En juin 2010, Rensing se retrouve libre lorsque son contrat avec le Bayern expire. N'ayant disputé que quatre matchs de Bundesliga durant la saison 2009-2010, il se met à la recherche de temps de jeu dans une nouvelle équipe. Il entre en contact avec plusieurs clubs anglais et espagnol, mais reste finalement libre de tout contrat. Il s'entraine alors avec une équipe amateur de la région de Munich : le VfR Garching, qui évolue actuellement en 7e division allemande.
Lors du mercato hivernal 2010-2011, il signe au FC Cologne, où il remplace Faryd Mondragón, transféré aux États-Unis
En fin de contrat à Cologne, Rensing s'engage le 30 août 2012 avec le TSV Bayer 04 Leverkusen comme doublure de Bernd Leno pour un contrat d'une saison. En 2013, il part pour la Fortuna Düsseldorf. 

### En sélection nationale
Après avoir joué pour l'équipe nationale allemande des moins de 19 ans, Rensing rejoignit celle des moins de 21 ans pour prendre part au championnat d'Europe UEFA de 2004. Depuis, il est devenu le gardien no 1 de l'équipe des moins de 21 ans et est pour beaucoup dans la qualification de son équipe au championnat d'Europe UEFA des moins de 21 ans de 2006.
Bien loin du niveau d'autres gardiens allemands, et ne parvenant pas à convaincre avec le Bayern de Munich, Rensing n'est jamais retenu par Joachim Löw.

## Palmarès
Avec le Bayern Munich :
- Champion d'Allemagne en 2005, 2006, 2008 et 2010
- Vainqueur de la Coupe de la ligue d'Allemagne en 2007
- Vainqueur de la Coupe d'Allemagne en 2008 et en 2010